# 178803 Kristenjohnson
178803 Kristenjohnson è un asteroide della fascia principale. Scoperto nel 2001, presenta un'orbita caratterizzata da un semiasse maggiore pari a 2,3524957 UA e da un'eccentricità di 0,1335872, inclinata di 0,88738° rispetto all'eclittica.